# Adam Bodnar
Adam Piotr Bodnar (ur. 6 stycznia 1977 w Trzebiatowie) – polski prawnik, publicysta, nauczyciel akademicki i polityk, doktor habilitowany nauk prawnych, działacz na rzecz praw człowieka. W latach 2010–2015 wiceprezes Helsińskiej Fundacji Praw Człowieka, w latach 2015–2021 rzecznik praw obywatelskich, profesor uczelni na Uniwersytecie SWPS, w latach 2021–2023 dziekan Wydziału Prawa tego uniwersytetu, senator XI kadencji, w latach 2023–2025 minister sprawiedliwości w trzecim rządzie Donalda Tuska oraz prokurator generalny.

## Życiorys

### Młodość, wykształcenie i działalność naukowa
Syn Michała i Marty. Rodzina ojca miała pochodzenie ukraińskie. W 1947 jego ojciec w wieku pięciu lat został przesiedlony podczas akcji „Wisła” ze wsi Rakowa pod Sanokiem na Ziemie Odzyskane. Tam jego rodzina pracowała w państwowym gospodarstwie rolnym.
Adam Bodnar ukończył Liceum Ogólnokształcące im. Bolesława Chrobrego w Gryficach. W okresie szkolnym był stypendystą Krajowego Funduszu na rzecz Dzieci. W 2000 został absolwentem studiów prawniczych na Wydziale Prawa i Administracji Uniwersytetu Warszawskiego. W 2001 ukończył studia LLM (z prawa konstytucyjnego porównawczego) na Central European University w Budapeszcie. Na WPiA UW odbył także kurs prawa europejskiego i angielskiego (współorganizowany przez University of Cambridge) oraz kurs prawa amerykańskiego (współorganizowany przez University of Florida).
W 2006 uzyskał stopień naukowy doktora nauk prawnych w Instytucie Nauk Prawno-Administracyjnych UW na podstawie rozprawy pt. Obywatelstwo wielopoziomowe w europejskiej przestrzeni konstytucyjnej napisanej pod kierunkiem Mirosława Wyrzykowskiego. Habilitował się w 2019 na Uniwersytecie Warszawskim w zakresie nauk prawnych na podstawie dorobku naukowego oraz monografii pt. Wykonywanie orzeczeń Europejskiego Trybunału Praw Człowieka w Polsce – aspekty instytucjonalne. Jest autorem, współautorem i redaktorem publikacji, głównie z zakresu praw człowieka.
Był adiunktem w Zakładzie Praw Człowieka Wydziału Prawa i Administracji Uniwersytetu Warszawskiego. Został także profesorem uczelni na Wydziale Prawa SWPS Uniwersytetu Humanistycznospołecznego w Warszawie. 19 lipca 2021 objął funkcję dziekana Wydziału Prawa Uniwersytetu SWPS w Warszawie. W grudniu 2023 na tym stanowisku zastąpił go Marcin Asłanowicz.

### Działalność publiczna do 2015
W drugiej połowie lat 90. współpracował ze Stowarzyszeniem „Nigdy Więcej”. Do 2004 pracował w kancelarii prawniczej Weil, Gotshal & Manges. Następnie został pracownikiem Helsińskiej Fundacji Praw Człowieka. Początkowo był koordynatorem Programu Spraw Precedensowych prowadzonego przez tę fundację. W 2008 został sekretarzem zarządu HFPC, a w 2010 objął stanowisko wiceprezesa zarządu tej organizacji. W 2008 został ekspertem Agencji Praw Podstawowych Unii Europejskiej, gdzie zajął się doradztwem w zakresie przestrzegania praw człowieka w Polsce.
Powoływany w skład rady ekspertów Europejskiego Instytutu na rzecz Równości Kobiet i Mężczyzn oraz rady dyrektorów Dobrowolnego Funduszu ONZ na Rzecz Ofiar Tortur. Został przewodniczącym rady programowej Fundacji Panoptykon i prezesem Stowarzyszenia im. Prof. Zbigniewa Hołdy.

### Rzecznik praw obywatelskich (2015–2021)
W 2015 posłowie Platformy Obywatelskiej, Sojuszu Lewicy Demokratycznej, Polskiego Stronnictwa Ludowego i niezrzeszeni zgłosili jego kandydaturę na stanowisko rzecznika praw obywatelskich. 24 lipca 2015 Sejm VII kadencji wybrał go na urząd RPO (za jego kandydaturą zagłosowało 239 posłów, kontrkandydatka Zofia Romaszewska otrzymała 155 głosów). 7 sierpnia 2015 Senat zatwierdził jego wybór. 9 września 2015 Adam Bodnar złożył przed Sejmem ślubowanie, obejmując tym samym urząd na okres pięcioletniej kadencji.
Zdecydowana większość jego kadencji przypadła na czas rządów partii Prawo i Sprawiedliwość, której politykę krytykował, oceniając ją jako odchodzącą od standardów demokracji konstytucyjnej, podważającą trójpodział władzy, naruszającą prawa człowieka i mniejszości oraz ograniczającą wolność słowa i mediów. Zaskarżał do wojewódzkich sądów administracyjnych niektóre z samorządowych uchwał w sprawie tzw. stref wolnych od ideologii LGBT, uznając je za sprzeczne z zasadą legalizmu oraz naruszające podstawowe prawa i wolności człowieka, w wyniku czego doszło do unieważnienia części takich uchwał. Działania Adama Bodnara w zakresie praw osób LGBT były krytykowane przez środowiska prawicowe i konserwatywne, w tym przez PiS. Jako rzecznik praw obywatelskich zwracał również uwagę na niekonstytucyjność niektórych obostrzeń wprowadzanych w trakcie pandemii COVID-19, np. wprowadzonego rozporządzeniem zakazu przemieszczania się oraz ograniczenia liczby osób mogących uczestniczyć w obrzędach religijnych. Zaskarżył decyzję premiera Mateusza Morawieckiego nakazującą Poczcie Polskiej przygotowanie wyborów prezydenckich w maju 2020, uznając ją za wydaną bez podstawy prawnej oraz z rażącym naruszeniem prawa. WSA w Warszawie przychylił się do stanowiska rzecznika, stwierdzając nieważność tej decyzji.
Publicznie krytykował działania funkcjonariuszy policji w sprawie śmierci Igora Stachowiaka, nazwał te działania torturami. Jako rzecznik praw obywatelskich wystąpił w tej sprawie z kasacją do Sądu Najwyższego. Jego zdaniem sądy, uznając że użycie paralizatora przez funkcjonariuszy nie było bezpośrednią przyczyną zgonu Igora Stachowiaka, oceniły sprawę niewłaściwie i pobieżnie. Złożył też skargę kasacyjną w sprawie działaczy Stowarzyszenia Miasto Wspólne odpowiedzialnych za stworzenie Krakowskiej Mapy Reprywatyzacji, w której nagłaśniali oni nieprawidłowości związane z obrotem krakowskimi nieruchomościami.
Do września 2020, tj. miesiąca, w którym upłynęła jego kadencja, parlament nie wybrał nowego rzecznika. Adam Bodnar pozostał na stanowisku na mocy art. 3 ust. 6 ustawy o RPO. W tym samym miesiącu grupa posłów PiS złożyła do Trybunału Konstytucyjnego wniosek o zbadanie zgodności z Konstytucją RP powyższego przepisu. 15 kwietnia 2021 TK w niepełnym składzie orzekł o niekonstytucyjności wskazanego przepisu oraz o utracie przez niego mocy obowiązującej po upływie trzech miesięcy od dnia opublikowania orzeczenia. Adam Bodnar – mimo wyrażanych przez siebie zastrzeżeń co do składu TK, który został wyłoniony w trakcie trwającego od 2015 kryzysu wokół tego organu – oświadczył, że uznaje to orzeczenie.
W międzyczasie podejmowano próby wyłonienia nowego rzecznika. Sejm trzykrotnie odrzucił kandydaturę Zuzanny Rudzińskiej-Bluszcz (dwukrotnie była jedyną kandydatką), a w styczniu 2021 udzielił poparcia posłowi PiS Piotrowi Wawrzykowi, którego kandydatura nie uzyskała poparcia Senatu. W kwietniu Sejm wybrał na rzecznika posła PiS Bartłomieja Wróblewskiego, na którego powołanie także nie wyraził zgody Senat. Piąta próba wyłonienia nowego RPO również zakończyła się niepowodzeniem – w czerwcu Senat odrzucił zaakceptowaną przez Sejm kandydaturę bezpartyjnej senator Lidii Staroń. Dopiero za szóstym podejściem udało się wyłonić nowego rzecznika, którym został Marcin Wiącek, wybrany na początku lipca przez Sejm. Uchwałę zatwierdzającą ten wybór Senat podjął już po utracie mocy przez art. 3 ust. 6 ustawy o RPO.
16 lipca 2021, ponad 10 miesięcy od upłynięcia kadencji, Adam Bodnar zakończył sprawowanie funkcji rzecznika praw obywatelskich. Kierownictwo nad Biurem RPO objął Stanisław Trociuk, który sprawował tę funkcję do czasu złożenia przez Marcina Wiącka ślubowania przed Sejmem, co nastąpiło 23 lipca 2021.

### Działalność polityczna
W wyborach w 2023 wystartował do Senatu jako bezpartyjny kandydat z ramienia Koalicji Obywatelskiej (z poparciem innych ugrupowań w ramach paktu senackiego) w okręgu nr 44. Został wybrany na senatora XI kadencji, otrzymując 628 442 głosy (76,47% głosów w okręgu). Został członkiem Komisji Praw Człowieka i Praworządności oraz Komisji Spraw Emigracji i Łączności z Polakami za Granicą.
12 grudnia 2023 Sejm X kadencji wybrał go na urząd ministra sprawiedliwości w trzecim rządzie Donalda Tuska. Następnego dnia został przez prezydenta RP Andrzeja Dudę powołany na to stanowisko. Z urzędu został także prokuratorem generalnym oraz członkiem Krajowej Rady Sądownictwa. Stanowisko ministra zajmował do 24 lipca 2025, kończąc w związku z odwołaniem też pełnienie pozostałych funkcji (prokuratora generalnego i członka KRS).

## Życie prywatne
Deklaruje się jako ateista. Dwukrotnie żonaty. Z pierwszego małżeństwa z Karoliną ma dwóch synów. Jego drugą żoną została Magdalena, z którą ma syna. Jego brat Mirosław Bodnar został generałem Wojska Polskiego.

## Publikacje
- The emerging constitutional law of the European Union. German and Polish perspectives (współredaktor), Springer, Berlin 2003.
- Introduction to Polish law (współautor ze Stanisławem Frankowskim), Kluwer Law International, Haga 2005.
- Przekonania moralne władzy publicznej a wolność jednostki. Materiały z konferencji z dnia 23 stycznia 2006 r. (współredaktor), Zakład Praw Człowieka. Wydział Prawa i Administracji. Uniwersytet Warszawski, Warszawa 2007.
- Obywatelstwo wielopoziomowe. Status jednostki w europejskiej przestrzeni konstytucyjnej, Wydawnictwo Sejmowe, Warszawa 2008.
- Orientacja seksualna i tożsamość płciowa. Aspekty prawne i społeczne (współredaktor), Instytut Wydawniczy EuroPrawo, Warszawa 2009.
- Fakt vs. opinia. Rozważania na kanwie sprawy Michnik vs. Zybertowicz. Materiały z konferencji zorganizowanej przez Obserwatorium Wolności Mediów w Polsce w dniu 26 marca 2009 roku, Helsińska Fundacja Praw Człowieka, Warszawa 2010.
- Pr@wo w sieci. Korzyści czy zagrożenia dla wolności słowa? Materiały z konferencji zorganizowanej przez Obserwatorium Wolności Mediów w Polsce w dniu 11 maja 2009 roku (współredaktor), Helsińska Fundacja Praw Człowieka, Warszawa 2010.
- Wolność słowa w prasie lokalnej. Prasa lokalna a normy ochrony konkurencji i pluralizm medialny. Materiały z konferencji zorganizowanej przez Obserwatorium Wolności Mediów w Polsce w dniu 29 października 2009 roku (współredaktor), Helsińska Fundacja Praw Człowieka, Warszawa 2010.
- Postępowania dyscyplinarne w wolnych zawodach prawniczych – model ustrojowy i praktyka. Materiały z konferencji z dnia 5 marca 2012 r. (współredaktor), Helsińska Fundacja Praw Człowieka, Warszawa 2013.
- Listy od przyjaciół. Księga pamiątkowa dla Profesora Wiktora Osiatyńskiego (red. nauk.), Helsińska Fundacja Praw Człowieka we współpracy z Open Society Foundations, Warszawa 2015.
- Ochrona praw obywatelek i obywateli Unii Europejskiej. 20 lat – osiągnięcia i wyzwania na przyszłość (współredaktor), Wolters Kluwer, Warszawa 2018.
- Wpływ Europejskiej Konwencji Praw Człowieka na funkcjonowanie biznesu (współredaktor), Wolters Kluwer, Warszawa 2016.
- Wykonywanie orzeczeń Europejskiego Trybunału Praw Człowieka w Polsce. Wymiar instytucjonalny, Wolters Kluwer Polska, Warszawa 2018.

## Odznaczenia i wyróżnienia
- Legia Honorowa V klasy (2020)[58]
- Nagroda Tolerancji przyznana przez Stowarzyszenie Lambda Warszawa (2011)[59]
- Nagroda Radia Tok FM im. Anny Laszuk „za akcję Nasz rzecznik i umiejętność pracy ponad podziałami, wypromowanie osoby, która od lat walczy na rzecz słabszych i doprowadzenie do wyboru pierwszego RPO, którego kandydatura nie była wysunięta przez polityków” (2016)[60]
- Nagroda Rafto „za obronę praw mniejszości i niezależności sądów w Polsce” (2018)[61]
- Nagroda Praworządności (Rule of Law Award) przyznana przez World Justice Project Adamowi Bodnarowi wraz z całym Biurem Rzecznika Praw Obywatelskich „za wybitną działalność na rzecz wzmocnienia rządów prawa w trudnych okolicznościach” (2019)[62] – Adam Bodnar zadedykował nagrodę Karolowi Modzelewskiemu[63]
- Nagroda Godności Człowieka Fundacji Rolanda Bergera (2019) – Adam Bodnar nie przyjął nagrody, motywując swoją odmowę nazistowską przeszłością ojca jej fundatora[64][65]
- Nagroda Specjalna „Korony Równości” przyznana przez Kampanię Przeciw Homofobii za zaangażowanie w walkę o równe prawa dla społeczności LGBT+ (2020)[66][67][68]
- Nagroda „Pontifici” przyznana przez warszawski Klub Inteligencji Katolickiej (2020)[69]
- Nagroda „Defensory” przyznana przez Stowarzyszenie Adwokackie „Defensor Iuris” „za odwagę w obronie praw i wolności obywatelskich, za zabieranie głosu w sprawach mniejszości, za zdecydowane wsparcie osób słabszych oraz za walkę nawet wtedy, gdy zdecydowana większość ma zupełnie inne zdanie” (2020)[70]
- Nagroda Fundacji im. Janiny Paradowskiej i Jerzego Zimowskiego przyznawana „za dzielność obywatelską, w szczególności za odwagę w działaniu na rzecz dobra publicznego, praw obywatelskich i praw człowieka” (2020)[71]
- Dialogpreis, nagroda przyznawana przez Federalny Związek Towarzystw Niemiecko-Polskich (2021)[72]
- Nagroda im. Prof. Zbigniewa Hołdy (2021)[73]
- Złota Odznaka Honorowa Gryfa Zachodniopomorskiego (2022)[74]
- Medal „Za zasługi dla Ruchu Ludowego” im. Wincentego Witosa (2023)[75]
- Tytuł doktora honoris causa Uniwersytetu Łódzkiego (2024)[76]